# 小川猛
小川 猛（おがわ たけし、1994年7月7日 - ）は、日本の元男子バレーボール選手である。

## 来歴
タンザニア出身。日本人の父とケニア人の母を持ち、幼少の頃から父の仕事の都合により、タンザニア、ケニア、パナマ、パプアニューギニアなどで生活し、中学の頃から日本で生活する。16歳のときに監督の誘いを受けてバレーボールを始める。
桐蔭学園高等学校、専修大学を経て、2016/17シーズンにサントリーサンバーズの内定選手となった。内定選手としてV・プレミアリーグの試合に出場しVリーグデビューを果たした。2017年、大学を卒業後、サントリーサンバーズに入団した。
2019年8月26日より、ポルトガルの「スポルティング」（前サントリーコーチのアモリンが監督を務める）で1ヶ月ほどの研修を受けた。
2020-21シーズンよりオポジットからミドルブロッカーにコンバートされる。2021年1月17日、リーグ戦のVC長野トライデンツ戦でスタメン出場しVOMに選出された。
2022年11月30日、現役引退し、サントリーの通訳に就任した。

## 所属チーム
- 桐蔭学園高等学校（2010-2013年）
- 専修大学（2013-2017年）
- サントリーサンバーズ（2017-2022年11月）